# لایفبوی
لایفبوی (انگلیسی: Lifebuoy) شرکت لوازم بهداشتی بریتانیایی است، که در سال ۱۸۹۵ تأسیس شد و هم‌اکنون زیرمجموعه‌ای از شرکت یونیلیور می‌باشد.